# Aufstand von Goudi

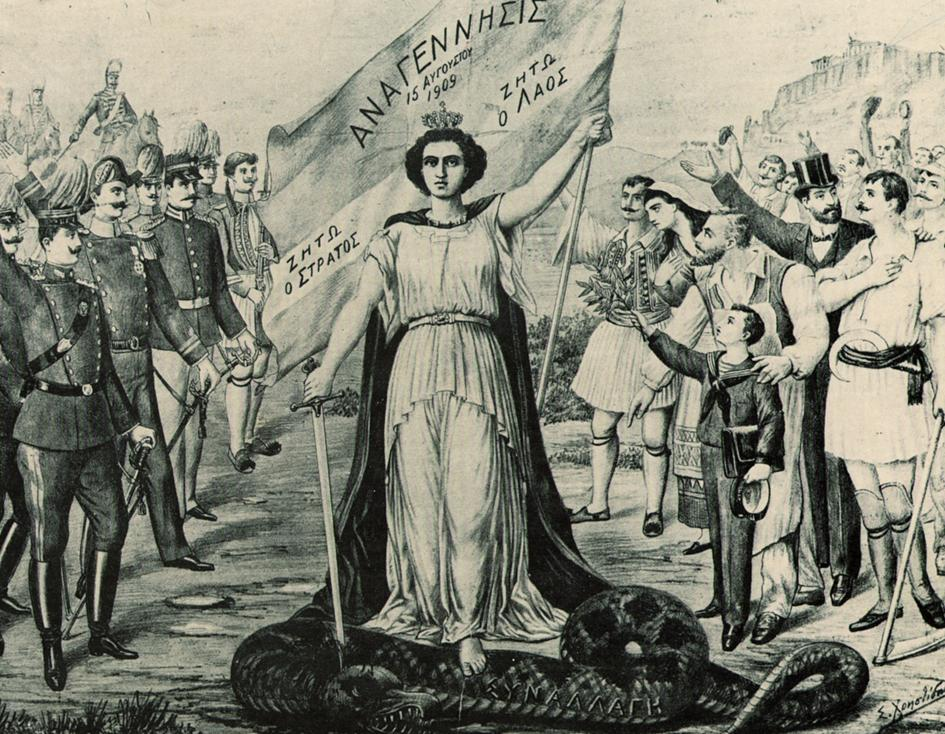
Der Aufstand von Goudi, zeitgenössisches Plakat

Als Aufstand von Goudi (griechisch επανάσταση στο Γουδί) oder Bewegung von Goudi (griechisch κίνημα στο Γουδί) wird ein von griechischen Offizieren initiierter Aufstand im August 1909 bezeichnet; er wird teils als Militärputsch, teils als bürgerliche Revolution angesehen. Er führte zu weitreichenden Reformen und ebnete dem langjährigen Ministerpräsidenten Eleftherios Venizelos den Weg an die Macht.

## Ausgangssituation
Zu Beginn des 20. Jahrhunderts sah sich Griechenland gewaltigen Problemen gegenüber. Die Niederlage im Türkisch-Griechischen Krieg 1897 wurde als nationale Demütigung empfunden, die trotz der Niederlage betriebene Vereinigung Makedoniens und Kretas mit dem griechischen Nationalstaat schien nicht voranzukommen.
Auch innenpolitisch herrschte ein weit verbreitetes Gefühl der Stagnation vor. Nach dem Staatsbankrott 1893 waren die staatlichen Einnahmen einer internationalen Finanzkontrolle unterstellt worden, die wirtschaftlichen Probleme verstärkten die soziale Frage und führten zu einer allgemeinen Unzufriedenheit mit den staatlichen Institutionen, mit Regierung, Krone, Parteien und Justiz.

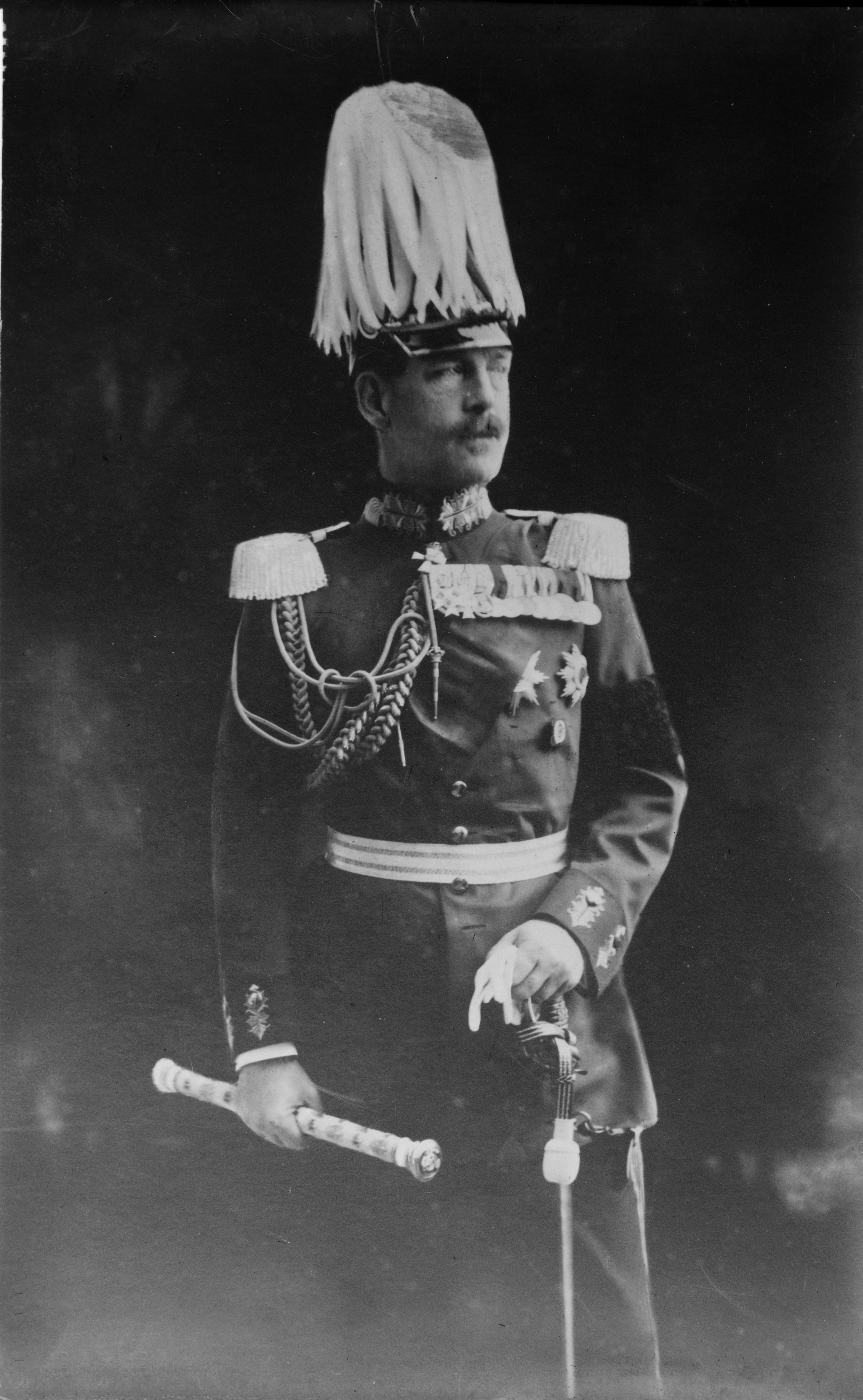
Kronprinz Konstantin

## Die Militärliga
Inspiriert von der Jungtürkischen Revolution 1908 schlossen sich 10 junge Offiziere, bei denen zur allgemein vorherrschenden Unzufriedenheit ein Missfallen wegen der Beförderungspolitik gesellte, das sich vor allem gegen den Kronprinzen Konstantinos als Oberbefehlshaber richtete, im Oktober 1908 zu einem konspirativen Kreis zusammen, der sich bereits „Militärliga“ (griechisch Στρατιωτικός Σύνδεσμος) nannte. Zu ihnen gehörte auch der damalige Leutnant Theodoros Pangalos.
Die Militärliga, deren Existenz im Juni 1909 bekannt wurde, erhielt rasch Zulauf aus allen Waffengattungen. Im Juli 1909 forderten die Offiziere in einem geheimen Treffen den Rücktritt Konstantinos von seinen militärischen Posten, eine Erhöhung des Militärhaushalts und eine Militärreform. Der neue Ministerpräsident Dimitrios Rallis, der Ende Juli 1909 Georgios Theotokis ablöste, hatte zwar zunächst die Forderungen übernommen, sich jedoch nach seinem Regierungsantritt auf die Verfolgung der für die Revolte verantwortlichen Offiziere konzentriert.

## Der Aufstand

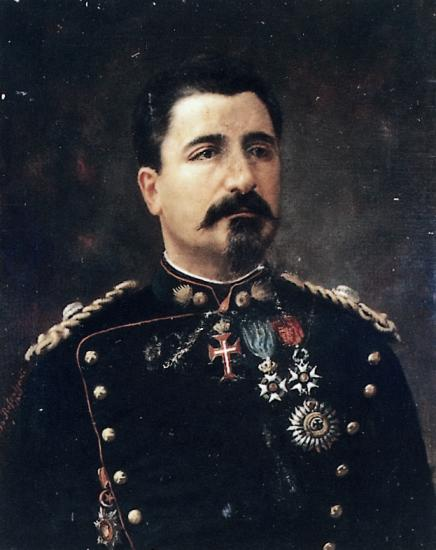
Nikolaos Zorbas

Nach Verhaftungen und der Weigerung Rallis‘, Vertreter des Militärs zu empfangen, kam es in der Nacht auf den 15. August 1909 zum Aufstand: Die Anhänger der Militärliga versammelten sich bei den Kasernen von Goudi, einem Stadtviertel im Osten Athens. Einige hundert Offiziere unter der Führung von Oberst Nikolaos Zorbas, gefolgt von etwa 2.000 Soldaten, Polizisten und Zivilisten, drohten mit dem Einmarsch in die Innenstadt, wenn nicht ihre ultimativen Forderungen erfüllt würden. Dazu zählten neben der Ablösung des Kronprinzen als Oberbefehlshaber und aller Prinzen von ihren militärischen Positionen sowie einer Amnestie für die Teilnehmer der Revolte die Wiedereinberufung der in den letzten Monaten entlassenen Offiziere, die Entlassung bestimmter Offiziere wie Ioannis Metaxas, die als Gefolgsleute des Kronprinzen galten, eine Militärreform, aber auch allgemein-politische populistische Reformen wie eine steuerliche Entlastung.

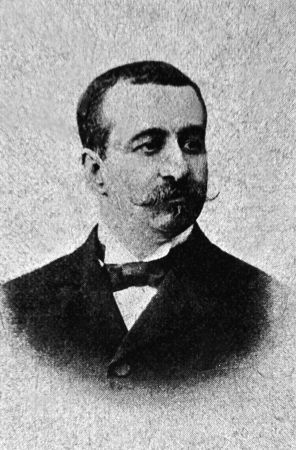
Kyriakoulis Mavromichalis

Rallis trat daraufhin zurück, der König beauftragte Kyriakoulis Mavromichalis mit der Regierungsbildung. Die neue Regierung versprach alle Bedingungen der Aufständischen zu erfüllen und weitere Reformen durchzuführen: die Verbesserung der Verwaltung, eine effiziente und unparteiische Justiz, ein Bildungssystem, das den finanziellen, militärischen und nationalen Bedürfnissen angepasst sein sollte, die Sicherung des Lebens, der Ehre und des Vermögens der Bürger, die Reorganisation der Wirtschaft und steuerliche Entlastung der Bürger sowie die Einstellung der ziellosen Ausgaben des Staatshaushaltes und die Verbesserung der Streitkräfte.
Um ihren Forderungen Nachdruck zu verleihen, rief die Militärliga zu einer Großkundgebung am 14. September 1909 auf; Berufsverbände und andere Organisationen schlossen sich an, sodass die Kundgebung zu einer machtvollen Demonstration wurde, bei der Tausende – in zeitgenössischen Berichten ist von 70.000 Teilnehmern die Rede – von der Militärschule am Pedio tou Areos in Athen zum Königspalast zogen.

## Die Umsetzung der Forderungen
Die Umsetzung der Forderungen in Gesetze stieß auf politischen Widerstand im Parlament, der von Theotokis und Stephanos Dragoumis angeführt wurde. Unter der Drohung eines Putsches und der Auflösung des Parlaments erreichte die Militärliga jedoch, dass bis Ende 1909 über 160 Gesetzentwürfe abgestimmt wurde. Die Forderungen nach einer wesentlichen Erhöhung des Militärhaushalts, Ablösung der Mitglieder des Königshauses aus militärischen Positionen, Behebung des Beförderungsstaus, Entlassung royalistischer Offiziere wurden akzeptiert.
Viele andere, insbesondere wirtschaftspolitische Forderungen erwiesen sich jedoch als unausgereift und unrealistisch. So ließ sich die verlangte steuerliche Entlastung nicht mit der Ausweitung des Militärbudgets vereinbaren. Nach Durchsetzung ihrer berufspolitischen Forderungen verlor die Militärliga an Durchsetzungskraft. Zunehmend zeigten sich auch unterschiedliche politische Vorstellungen ihrer Anhänger. Als Marineoffiziere mit ihren radikalen Forderungen nach Entlassung nahezu aller höheren Offiziere nicht durchdrangen, besetzten sie den militärischen Hafen von Salamina; ihre Revolte wurde jedoch niedergeschlagen.
Anfang 1910 verlangte der Militärrat, enttäuscht von der Regierung Mavromichalis, deren Rücktritt.

## Der Ruf nach Venizelos

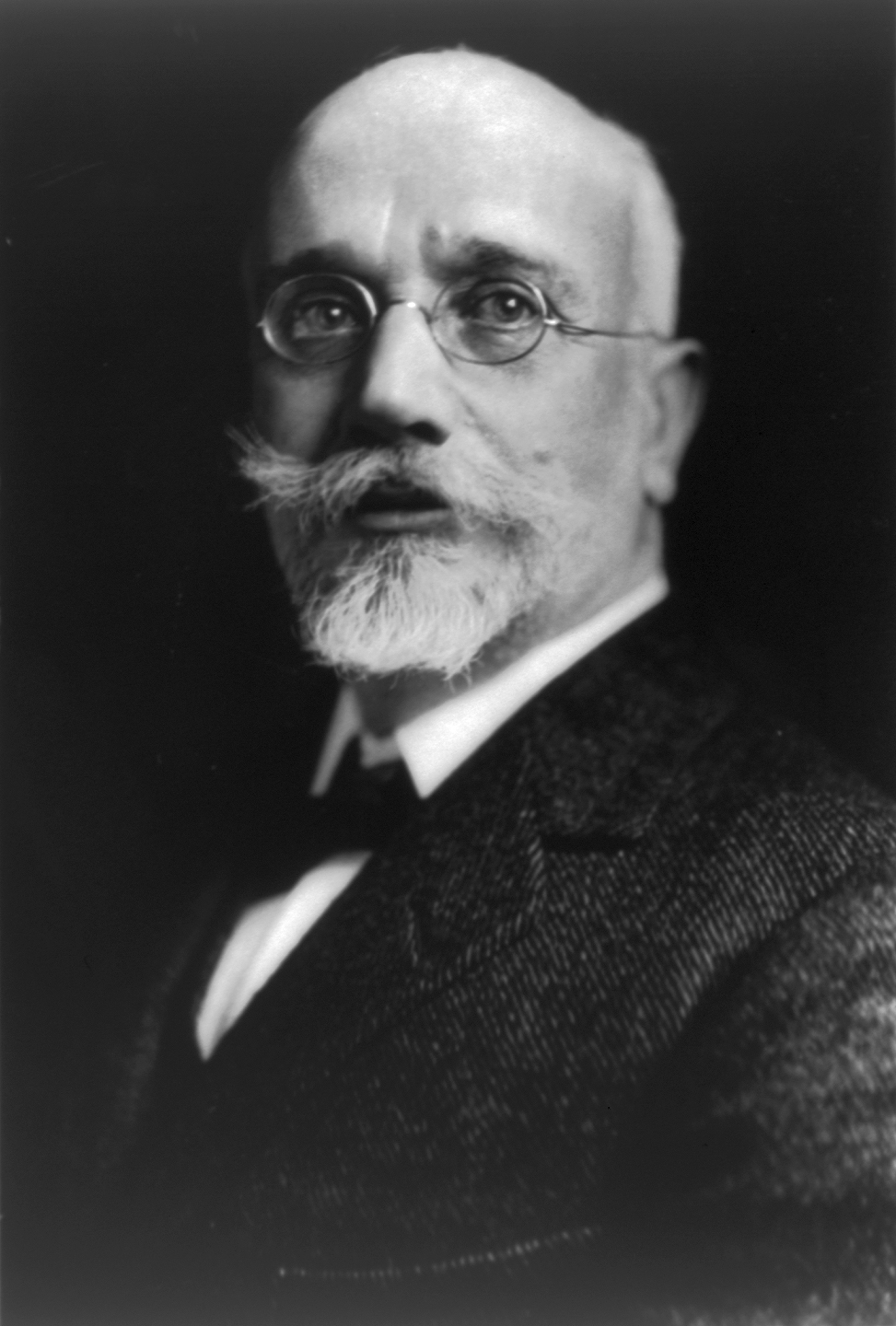
Eleftherios Venizelos

In der schwierigen politischen Situation wandten sich Mitglieder der Militärliga an Eleftherios Venizelos, der seit Mai 1909 Ministerpräsident von Kreta war und dem ein distanziertes Verhältnis zur Krone nachgesagt wurde. Venizelos hatte seine Sympathie mit den Forderungen der Aufständischen gezeigt. Er traf Ende 1909 in Athen ein und versuchte zwischen König, Parteien und Militärliga zu vermitteln. Man einigte sich schließlich auf die Wahl einer verfassunggebenden Versammlung und die Bildung einer Übergangsregierung mit Dragoumis als Ministerpräsident und Finanzminister und Zorbas als Heeresminister. Erst nachdem auch die Wahlen zur verfassunggebenden Versammlung vom Parlament beschlossen worden war, löste sich im März 1910 die Militärliga auf.
Bei den Wahlen im August war die von Venizelos gegründete fortschrittsorientierte Liberale Partei erfolgreich. Im Oktober 1910 wurde Venizelos Ministerpräsident. Er leitete eine Reformpolitik ein. Im Jahre 1911 wurde eine neue Verfassung verkündet und über 100 Gesetze beschlossen.
Trotz der antimonarchistischen Tendenzen seiner Anhänger war Venizelos zunächst auf eine versöhnliche Haltung gegenüber dem Königshaus bedacht; so setzte er auch alsbald den Thronfolger und die anderen Prinzen wieder in ihre militärischen Positionen ein. Außenpolitisch betrieb Venizelos eine auf Expansion fixierte Kriegspolitik. Er prägte die griechische Politik für viele Jahre.